# Franco Pellizotti
Franco Pellizotti (Latisana, Olaszország, 1978. január 15. –) olasz profi kerékpáros. 2018-ban visszavonult a versenyzéstől.

## Sikerei
2001
- 20., Vuelta a España (Legjobb olasz versenyző)

2002
- 1., 6. szakasz – Tirreno–Adriatico
- 1., 4. szakasz – Vuelta al País Vasco
- 1. – Tour de Frioul
- 1. Tour de Pologne 5. szakasz

2003
- 2. – Milan-Turin
- 3. – Grand Prix de Larciano
- 9. összetettben – Giro d’Italia
- 16. – Liège–Bastogne–Liège

2004
- 1. – Gran Premio di Chiasso
- 2. – Coppa Sabatini
- 2. – Tour de Frioul
- 11. összetettben – Giro d’Italia

2005
- 1. – Settimana internazionale di Coppi e Bartali összetettben és a 2. szakaszon
- 3., 19. szakasz – Tour de France

2006
- 1., 10. szakasz, és 8. összetettben – Giro d’Italia
- 10. – Clásica de San Sebastián

2007
- 1., 2. szakasz – Párizs-Nizza
- 1., Pontverseny – Párizs-Nizza
- 1., Memorial Marco Pantani

2008
- 4. összetettben, Giro d’Italia
  - 1., 16. szakasz,

2009
- 3. összetettben, Giro d’Italia
  - 1., 17. szakasz
- 37. összetettben, Tour de France
  -  Hegyek királya
  -  Legaktívabb versenyző
    -  9. szakasz, 17. szakasz